# Alberto Blest Gana
Alberto Blest Gana, né le 14 juin 1830 à Santiago et mort le 8 novembre 1920 dans le 1er arrondissement de Paris, est un écrivain et diplomate  chilien, considéré comme le père du roman chilien.

## Biographie
Fils de l'Irlandais William Blest et de la créole chilienne María de la Luz Gana López, Alberto Blest Gana effectue ses études à l'Academia Militar et les termine en France. Il est fortement influencé par Honoré de Balzac et Eugène Sue lors de son séjour à Paris, au cours duquel il est témoin des événements de la révolution de 1848.
De retour au Chili, il se donne pour mission de favoriser l'apparition d'une littérature nationale, à laquelle il contribue par une série de romans inspirés de ses modèles français. Après des premières œuvres de style romantique publiées entre 1853 et 1859, il trouve sa véritable voix dans le roman réaliste avec L'Arithmétique de l'amour (La aritmética del amor, 1860) et surtout Martin Rivas (Martín Rivas, 1862) son chef-d'œuvre. Ce dernier livre dépeint la montée du personnage titre, qu'on a comparé à Eugène de Rastignac, jeune étudiant en droit mal dégrossi débarqué de la province qui conquiert peu à peu sa place dans la haute société de Santiago grâce à son assiduité, sa vertu et ses bonnes manières. Au-delà de l'anecdote, le roman fournit un portrait fascinant de la société chilienne autour de 1850.
De tendance libérale, Blest Gana est nommé intendant de la province de Colchagua et à partir de 1866 il est représentant diplomatique du Chili à Washington, Londres, puis à l'ambassade de France. Parmi les dossiers les plus importants qu'il a traités figurent l'entrée du Chili à l'Union postale universelle et l'achat d'armement pour les troupes chiliennes durant la guerre du Pacifique (1879-1884). Il participe aussi à la négociation des frontières avec l'Argentine, mais avec moins de succès que durant ses activités précédentes. 
Il prend sa retraite de la vie diplomatique en 1887 mais demeure en France, où il se remet à l'écriture. De cette période tardive datent Durant la Reconquête (1897 - Durante la Reconquista), roman historique sur l'indépendance du Chili et Les Déracinés (1904 - Los trasplantados), roman sur les Sud-Américains en France au milieu du XIXe siècle.
Blest Gana est mort à Paris en 1920 et est inhumé au cimetière du Père-Lachaise (82e division).